# Al-Ittihad Trypolis
Al-Ittihad – libijski klub piłkarski z siedzibą w Trypolisie. Powstał 29 lipca 1944 z połączenia dwóch klubów Al-Nahda i Al-Shabab

## Sukcesy
- 16-krotny mistrz Libii: 1965, 1966, 1969, 1986, 1988, 1989, 1990, 1991, 2002, 2003, 2005, 2006, 2007, 2008, 2009, 2010
- 6-krotny wicemistrz Libii: 1977, 1993, 1994, 1995, 1996, 2004
- 6-krotny zdobywca Pucharu Libii: 1992, 1999, 2004, 2005, 2007, 2009
- 4-krotny finalista Pucharu Libii: 1987, 1994, 2002, 2003
- 1-krotny półfinalista Afrykańskiego Pucharu Mistrzów: 1967
- 1-krotny półfinalista Afrykańskiej Ligi Mistrzów: 2007
- 1-krotny półfinalista Afrykańskiego Pucharu Zdobywców Pucharów: 2000

## Skład na sezon 2009/2010
| Nr | Poz. | Piłkarz               |
| -- | ---- | --------------------- |
| 1  | BR   | Samir Aboud (kapitan) |
| 2  | OB   | Alaa al Shami         |
| 3  | OB   | Naji Shushan          |
| 4  | NA   | Atef Hussein Abu Zaid |
| 5  | OB   | Younes Shibani        |
| 6  | PO   | Mohamed Esnany        |
| 7  | PO   | Arafa Nakuaa          |
| 8  | PO   | Ibrahim al Haasy      |
| 10 | NA   | Pan Pierre Koulibaly  |
| 12 | BR   | Meftah Ghazalla       |
| 13 | PO   | Emmanuel Osei Kuffour |
| 14 | PO   | Ali Rahuma            |
| 15 | OB   | Hesham Shaban         |
| 16 | PO   | Nadir al Tarhouni     |
| 17 | OB   | Paul Koulibaly        |

| Nr | Poz. | Piłkarz                 |
| -- | ---- | ----------------------- |
| 18 | OB   | Osama Hamadi            |
| 19 | NA   | Ahmed Zuway             |
| 20 | PO   | Lancina Karim Konate    |
| 21 | PO   | Walid Mhadeb            |
| 22 | OB   | Mahmoud Maklouf Shafter |
| 23 | PO   | Abdulnaser Slil         |
| 24 | NA   | Reyad Ellafi            |
| 25 | NA   | Kamilou Daouda          |
| 26 | BR   | Mohammad Abu Khrees     |
| 27 | NA   | Mohamed Zubya           |
| 28 | PO   | Sapol Mani              |
| 29 | OB   | Abdelaziz Belreesh      |
| 30 | NA   | Ahmed Krawaa'           |
| 44 | OB   | Muaad Aboud             |
| -- | OB   | Larbi Jabeur            |